# Septoria scleranthi
Septoria scleranthi är en svampart som beskrevs av Desm. 1857. Septoria scleranthi ingår i släktet Septoria och familjen Mycosphaerellaceae.   Inga underarter finns listade i Catalogue of Life.